# Äpplet (1629)

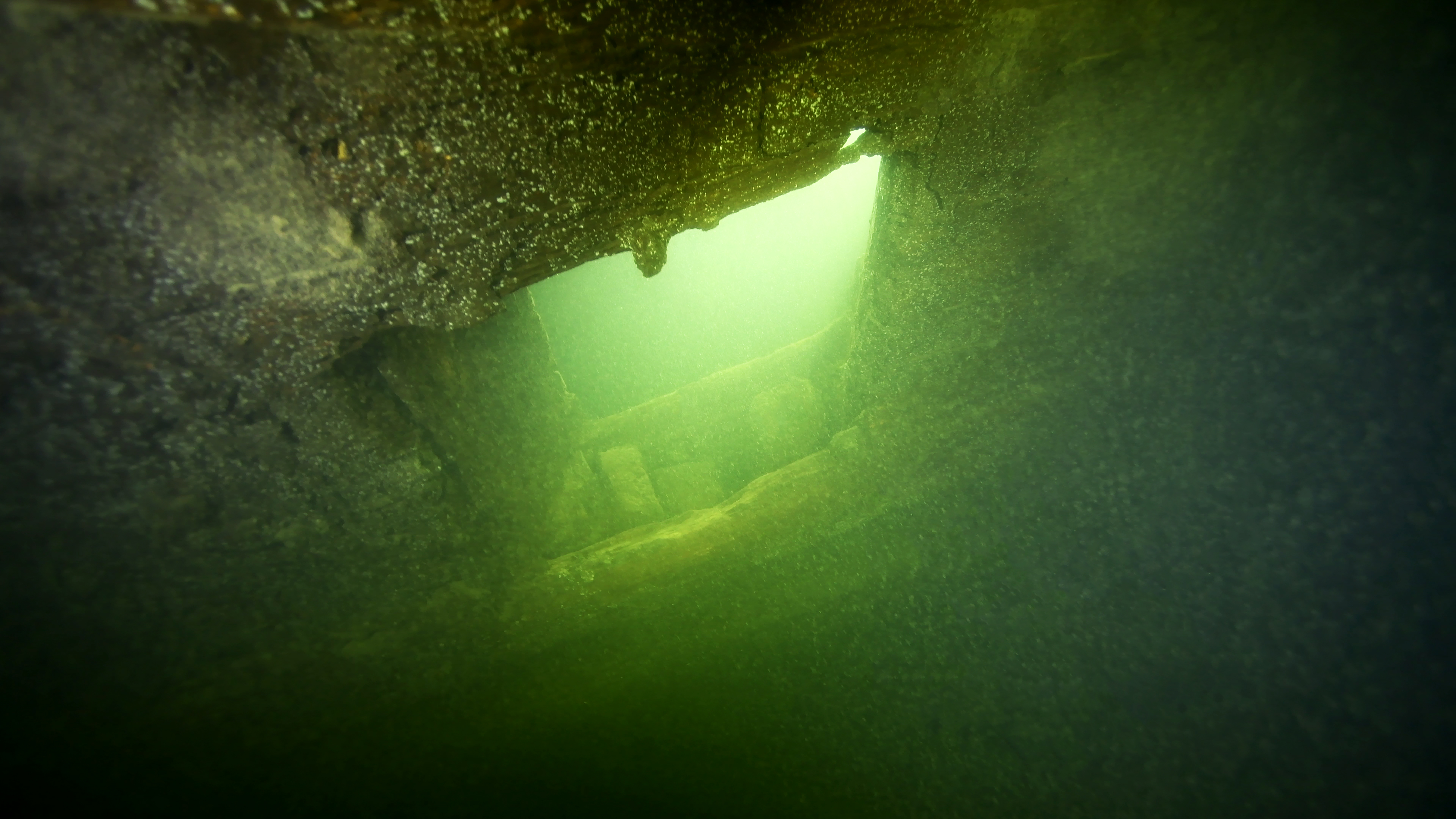
Äpplet

«Äpplet» (Яблоко), наряду с королевским кораблем «Ваза», один из двух больших военных кораблей, построенных Швецией в конце 1620-х годов по поручению Густава II Адольфа. Äpplet был построен на той же верфи, что и Ваза, но был завершён немного позже и имел немного другие пропорции. Причина может заключаться в том, что новый строитель, Хайн Якобссон, принял на себя управление и модифицировал корабль после того, как первоначальный строитель Хенрик Хибертссон умер в 1627 году. Якобссон сказал, что расширил Vasa более чем на фут и, возможно, у него появилось больше возможностей изменить дизайн Äpplet.
Это судно не следует путать с другим Äpplet, которое было построено в Вестервике несколькими годами ранее, но продано короной ещё в 1625 году. Об обоих кораблях не так много литературы, но некоторые из них путают Äpplet постройки 1628 года с более ранним Äpple.
Äpplet был спущен на воду в 1629 году, менее чем через год после затопления «Вазы». Корабль не имел успеха, но использовался, в частности, в 1630 году, когда шведская армия была переброшена в Германию во время Тридцатилетней войны. Хотя другие корабли были меньше, Адмирал выбирал их чаще, так как они лучше двигались. К 1658 году Äpplet был уже сильно изношен, и ремонт сочли слишком дорогим. После почти 30 лет использования он был затоплен за пределами Ваксхольма, чтобы перекрыть пролив в качестве защиты от врагов.
В декабре 2021 года морские археологи из Музея затонувших кораблей обнаружили у Ваксхольма обломки крупного корабля. Весной 2022 года были проведены морские археологические исследования затонувшего корабля, в том числе путём взятия образцов древесины и измерений. В результате в октябре 2022 года Музей затонувших кораблей смог подтвердить, что это был королевский корабль Äpplet, который они нашли за пределами Ваксхольма. Äpplet был сочтен относительно хорошо сохранившимся, даже если обрушились части верхней орудийной палубы. Существовали различные факторы, указывающие на то, что найден был именно Äpplet, в том числе то, что опоры балки напоминали опоры корабля «Ваза» и что использованный дуб был срублен в Мелардалене в 1627 году, такой же дуб использовался для родственного корабля.